# Kaori Mori
Kaori Mori (jap. 森 かおり, Mori Kaori; * 23. August 1979 in der Präfektur Fukuoka) ist eine Badmintonspielerin aus Japan. 

## Karriere
Kaori Mori spielt Badminton seit ihrer Zeit an der Jōnan-Mittelschule in Kitakyūshū. Danach wechselte sie auf die zur Internationalen Universität Kyūshū gehörende private Oberschule. Nach ihrem Abschluss trat sie am 1. April 1998 in das Unternehmen Sanyo ein, für dessen Team sie seither spielt.
Kaori Mori nahm 2004 an Olympia teil. Sie startete dabei im Dameneinzel und wurde Neunte in der Endabrechnung. Bei der Asienmeisterschaft 2004 gewann sie Bronze, 2005 und 2006 jeweils Silber. Die japanischen Einzelmeisterschaften gestaltete sie in den Jahren 2001 und 2003 siegreich.

## Sportliche Erfolge
| Saison | Veranstaltung                         | Disziplin   | Platz | Name                       |
| ------ | ------------------------------------- | ----------- | ----- | -------------------------- |
| 2001   | Japan: Einzelmeisterschaften          | Dameneinzel | 1     | Kaori Mori                 |
| 2001   | Japan Open                            | Dameneinzel | 3     | Kaori Mori                 |
| 2001   | Swiss Open                            | Damendoppel | 3     | Megumi Oniike / Kaori Mori |
| 2003   | Slovak International                  | Dameneinzel | 1     | Kaori Mori                 |
| 2003   | Japan: Einzelmeisterschaften          | Dameneinzel | 1     | Kaori Mori                 |
| 2004   | Asienmeisterschaft                    | Dameneinzel | 3     | Kaori Mori                 |
| 2004   | Olympia                               | Dameneinzel | 9     | Kaori Mori                 |
| 2005   | Asienmeisterschaft                    | Dameneinzel | 2     | Kaori Mori                 |
| 2006   | Asienmeisterschaft                    | Dameneinzel | 2     | Kaori Mori                 |
| 2006   | China: Internationale Meisterschaften | Dameneinzel | 3     | Kaori Mori                 |